# Nesopachyiulus senilis
Nesopachyiulus senilis är en mångfotingart som först beskrevs av Carl Graf Attems 1911.  Nesopachyiulus senilis ingår i släktet Nesopachyiulus och familjen kejsardubbelfotingar. Inga underarter finns listade i Catalogue of Life.